# Všude dobře, doma nejlíp
Všude dobře, doma nejlíp (v anglickém originále North) je americká filmová komedie z roku 1994. Režisérem filmu je Rob Reiner. Hlavní role ve filmu ztvárnili Elijah Wood, Jon Lovitz, Jason Alexander, Alan Arkin a Dan Aykroyd.

## Obsazení
| Elijah Wood           | North                                  |
| Jon Lovitz            | Arthur Belt                            |
| Jason Alexander       | Northův otec                           |
| Alan Arkin            | Buckle                                 |
| Dan Aykroyd           | Pa Tex                                 |
| Kathy Batesová        | eskymačka                              |
| Faith Ford            | Donna Nelson                           |
| Graham Greene         | eskymák                                |
| John Ritter           | Ward Nelson                            |
| Bruce Willis          | vypravěč/králíček/kovboj/turista/řidič |
| Scarlett Johanssonová | Laura Nelson                           |
| Marc Shaiman          | pianista                               |